# Evangelische Pfarrkirche Vöcklabruck

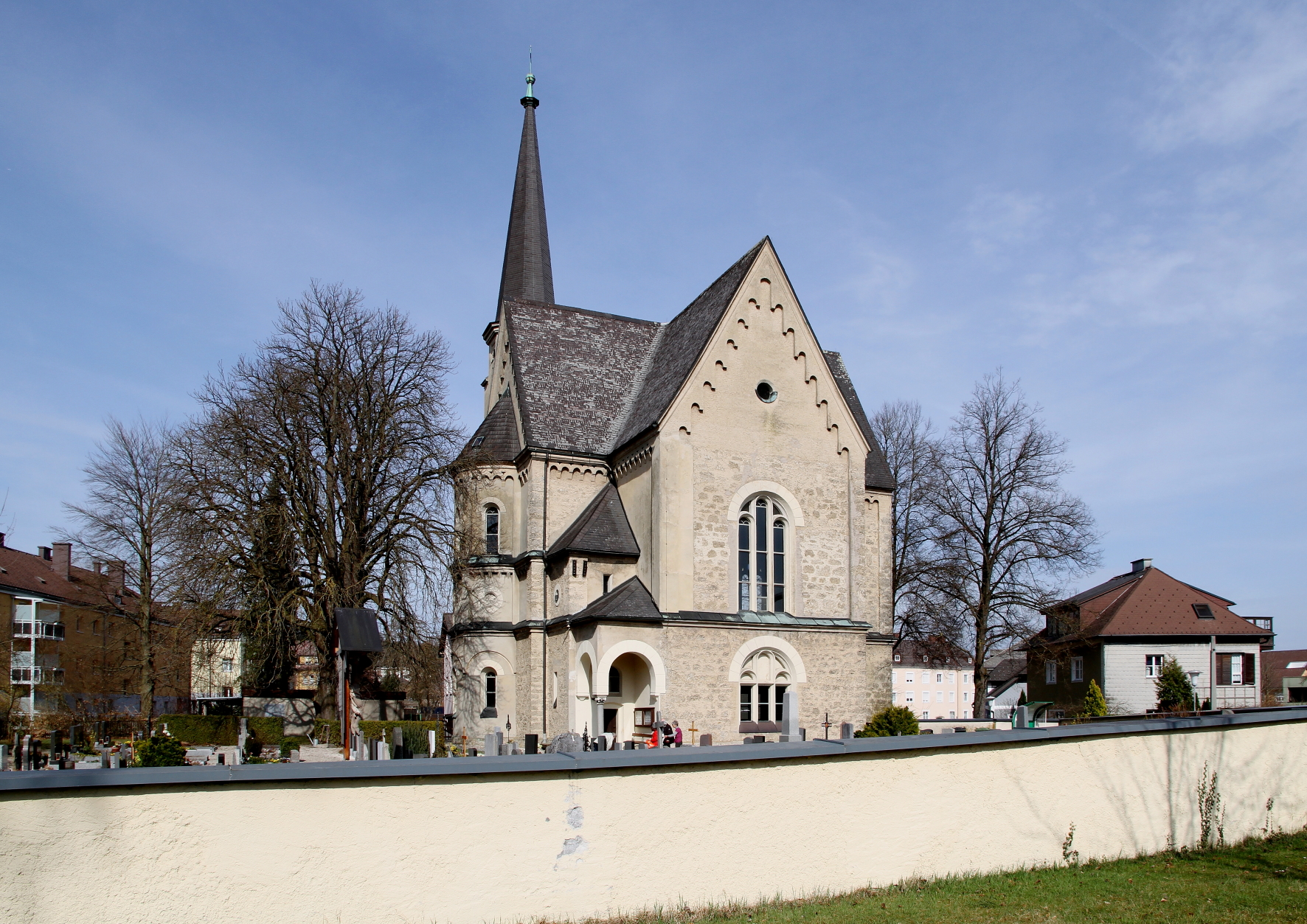
Evang. Friedenskirche mit Friedhof in Vöcklabruck

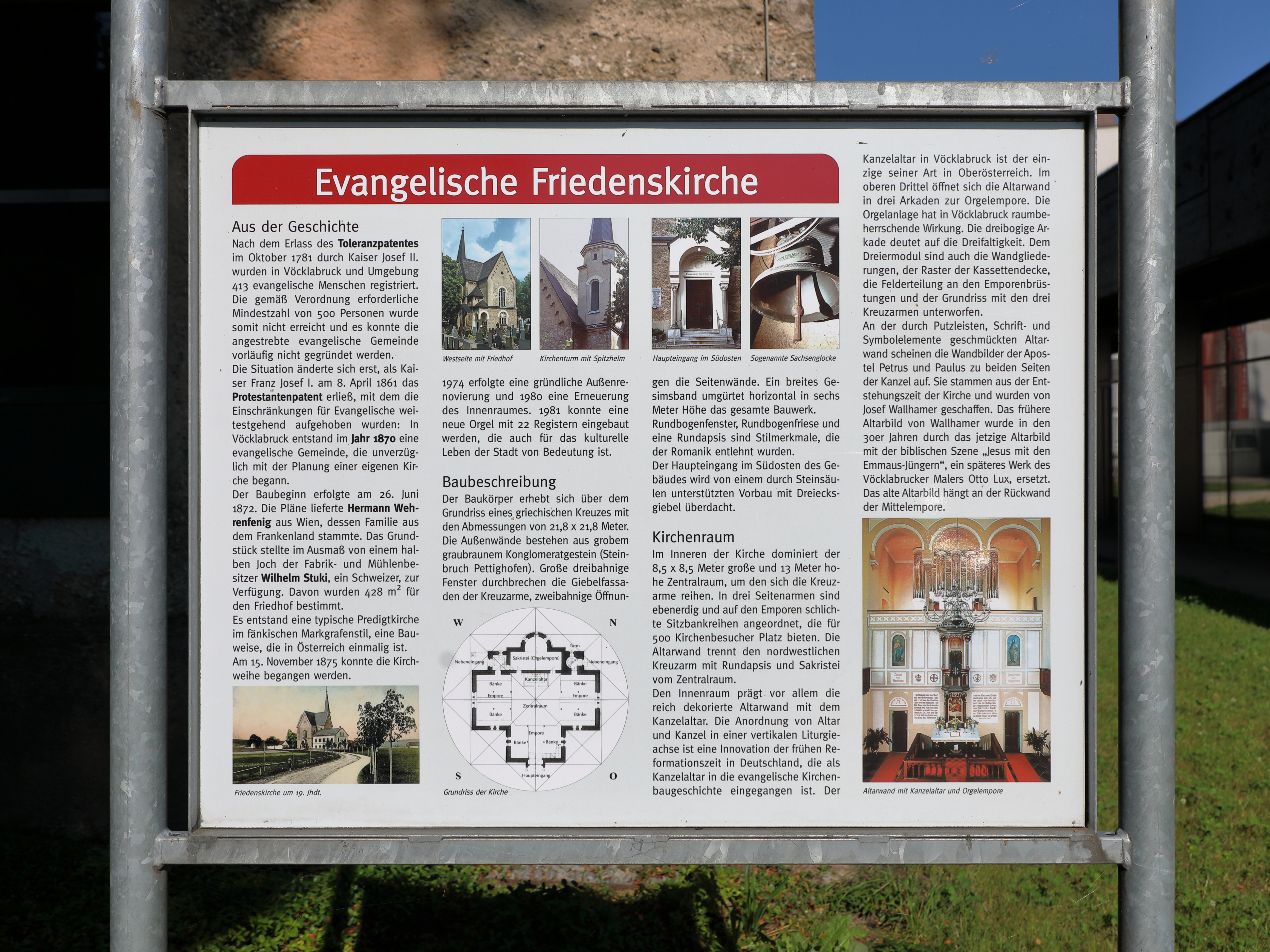
Infotafel vor der Kirche

Die Evangelische Pfarrkirche Vöcklabruck steht in der Stadtgemeinde Vöcklabruck im Bezirk Vöcklabruck in Oberösterreich. Die Pfarrkirche als Friedenskirche gehört zur Evangelischen Superintendentur A. B. Oberösterreich. Die Kirche und der Friedhof stehen unter Denkmalschutz (Listeneintrag).

## Geschichte
Die Pfarrkirche wurde von 1871 bis 1875 nach den Plänen des Architekten Hermann Wehrenfennig erbaut. Anlässlich der 100-Jahr-Feier des Toleranzpatentes wurde die Kirche 1981 zur „Friedenskirche“ erklärt.